# Jennifer Holliday
Jennifer-Yvette Holliday (Riverside, 19 ottobre 1960) è una cantante e attrice statunitense.
Ha iniziato la sua carriera a Broadway interpretando ruoli in vari musical, ma il successo è arrivato con Dreamgirls, uno dei più famosi musical americani. È vincitrice di due Grammy Award, un Tony Award ed è conosciuta per il celebre singolo And I Am Telling You I'm Not Going, tratto dal sopracitato musical.

## Biografia
Jennifer Holliday ha ottenuto il suo primo grande successo a Broadway nel 1979. Ha interpretato vari personaggi, ma quello più noto è Effy Melody White nel musical Dreamgirls. La sua performance nel ruolo è stata largamente acclamata dalla critica, ed in particolare quella del numero musicale che chiude il primo atto, And I Am Telling You I'm Not Going. La Holliday ha ricevuto molti premi grazie a questo ruolo, compreso il Tony Award per la migliore attrice protagonista in un musical, un Grammy Award per la sua versione registrata del brano, il Drama Desk Award e il Theatre World Award.

## Vita privata
Jennifer Holliday si è sposata due volte. Nel marzo 1991 s'innamorò del tastierista Billy Meadows e dopo due mesi si sposarono. "Aveva un grande senso dell'umorismo e mi ha fatto ridere tutto il tempo" dice la Holliday del suo primo marito. Nel dicembre del 1991, appena nove mesi dopo, il divorzio: il matrimonio, secondo Jennifer Holliday, non era lo stesso dei mesi di quando si amavano: "Noi non ci conoscevamo abbastanza bene".
Il suo secondo matrimonio è stato con Rev. Andre Woods (21 marzo 1993 - 1995), un carismatico predicatore del Michigan. Holliday si è sentita devastata quando, nel 1994, il matrimonio si concluse, solo quattro mesi dopo che sua madre era morta di cancro. "È stato come vivere due morti al tempo stesso," Jennifer ricorda. "Il dolore è stato travolgente".
Attualmente vive a Manhattan, New York.

## Discografia

### Album
- 1983 - Feel My Soul
- 1985 - Say You Love Me
- 1987 - Get Close to My Love
- 1991 - I'm On Your Side
- 1995 - On & On
- 1996 - The Best of Jennifer Holliday
- 2000 - 20th Century Masters - The Millennium Collection: The Best of Jennifer Holliday
- 2006 - Duet with Najiyah - Through The Storm

## Teatro
- Your Arms Too Short to Box with God, libretto e regia di Vinnette Justine Carroll, colonna sonora di Alex Bradford e Micki Grant. Lyceum Theatre di Broadway (1976)
- Dreamgirls, libretto di Tom Eyen, colonna sonora di Herny Krieger, regia di Michael Bennett. Imperial Theatre di Broadway (1981-1983), tour statunitense (1983)
- Grease, di Jim Jacobs e Warren Casey, regia di Jeff Calhoun. Eugene O'Neill Theatre di Broadway (1995)
- Chicago, libretto di Bob Fosse e Fred Ebb, colonna sonora di John Kander, regia di Walter Bobbie. Richard Rodgers Theatre di Broadway (2001)
- Dreamgirls, libretto di Tom Eyen, colonna sonora di Herny Krieger, regia di Robert Clater. Fox Theatre di Atlanta (2002)
- Like Jazz, libretto di Larry Gelbart, colonna sonora di Cy Coleman, regia di Gordon Davidson. Mark Taper Forum di Los Angeles (2003)
- Dreamgirls, libretto di Tom Eyen, colonna sonora di Herny Krieger, regia di Rajendra Ramoon Maharaj. Fox Theatre di Atlanta (2007)
- Dreamgirls, libretto di Tom Eyen, colonna sonora di Herny Krieger, regia di Robert Clater. MUNY di Saint Louis (2012)
- The Color Purple, libretto di Marsha Norman, colonna sonora di Brenda Russell, Allee Willis e Stephen Bray, regia di Jack O'Brien. Bernard B. Jacobs Theatre di Broadway (2016)
- Chicago, libretto di Bob Fosse e Fred Ebb, colonna sonora di John Kander, regia di Walter Bobbie. Richard Rodgers Theatre di Broadway (2022)